# جایزه بزرگ آلمان ۱۹۷۲
جایزه بزرگ آلمان ۱۹۷۲ (انگلیسی: ‎1972 German Grand Prix‎) یک مسابقهٔ موتوری در رشتهٔ اتومبیل‌رانی فرمول یک بود که در تاریخ ۳۰ ژوئیهٔ ۱۹۷۲ در نوربورگ‌رینگ واقع در نوربورگ، آلمان برگزار شد. این گراند پری در میان ۱۲ گراند پری در فصل ۱۹۷۲، مسابقهٔ شمارهٔ ۸ بود.
در این مسابقه که در ۱۴ دور و به مسافت ۳۱۹٫۶۹۰ کیلومتر (۱۹۸٫۶۴۶ مایل) برگزار شد، پول پوزیشن توسط ژاکی ایکس کسب شد و سریع‌ترین زمان برای طی یک دور پیست که برابر با ۷:۱۳٫۶ بود نیز توسط ژاکی ایکس به ثبت رسید.
ژاکی ایکس از تیم فراری، کلی رگاتزونی از تیم فراری و رونی پیترسن از تیم مارچ-فورد به‌ترتیب مقام‌های اول تا سوم مسابقه را کسب کردند.

## رده‌بندی قهرمانی پس از مسابقه
|       | جایگاه | راننده           | امتیاز |
| ----- | ------ | ---------------- | ------ |
|       | ۱      | امرسون فیتیپالدی | ۴۳     |
|       | ۲      | جکی استوارت      | ۲۷     |
| ۱     | ۳      | ژاکی ایکس        | ۲۵     |
| ۱     | ۴      | دنی هیولم        | ۲۱     |
| ۴     | ۵      | کلی رگاتزونی     | ۱۳     |
| منبع: |        |                  |        |

|       | جایگاه | سازنده      | امتیاز |
| ----- | ------ | ----------- | ------ |
|       | ۱      | لوتوس-فورد  | ۴۳     |
|       | ۲      | تایرل-فورد  | ۳۳     |
| ۱     | ۳      | فراری       | ۲۹     |
| ۱     | ۴      | مک‌لارن-فورد | ۲۹     |
|       | ۵      | بی‌آرام      | ۱۲     |
| منبع: |        |             |        |

یادداشت
- تنها پنج جایگاه نخست از هر رده‌بندی نمایش داده شده‌است.